# Włoska Partia Socjalistyczna (2007)
Włoska Partia Socjalistyczna (wł. Partito Socialista Italiano, PSI) – włoska socjalistyczna partia polityczna.

## Historia
Rozmowy o powołaniu nowej formacji toczyły się od kwietnia 2007. Ostateczna decyzja o jej zawiązaniu pod nazwą Partia Socjalistyczna została ogłoszona podczas zjazdu lewicowych polityków 5 października 2007 w Rzymie. Akces do PS zgłosiła grupa niewielkich ugrupowań socjalistycznych i socjaldemokratycznych m.in.:
- Włoscy Demokratyczni Socjaliści Enrica Boselliego,
- Włoscy Socjaliści Vittoria Craxiego,
- Partia Socjalistyczna Gianniego De Michelisa[1].

Liderem ugrupowania został przewodniczący SDI, ówczesny poseł i były deputowany do Parlamentu Europejskiego, Enrico Boselli. W przedterminowych wyborach parlamentarnych w 2008 PS wystawiła własną listę, otrzymując niespełna 1% głosów, nie uzyskując tym samym żadnych mandatów w Izbie Deputowanych ani w Senacie. Po porażce wyborczej nowym sekretarzem generalnym został Riccardo Nencini. Honorową funkcję przewodniczącej objęła Pia Elda Locatelli, pełniąc ją do 2010. W 2016 został na nią powołany Carlo Vizzini.
7 października 2009 partia przyjęła nazwę Włoska Partia Socjalistyczna, nawiązując do PSI, rozwiązanej na początku lat 90. W 2013 współpracowała w wyborach parlamentarnych z PD, uzyskując kilkuosobową reprezentację w parlamencie. Przed wyborami w 2018 PSI zorganizowała listę Insieme współpracującą z PD. Lista ta uzyskała niewielkie poparcie, dwóch przedstawicieli socjalistów (w tym ich lider) uzyskało miejsca w parlamencie.

## Sekretarze PSI
- 2007–2008: Enrico Boselli
- 2008–2019: Riccardo Nencini
- od 2019: Enzo Maraio[4]